# 壁の決断
『壁の決断』（かべのけつだん）はHBO(日本ではスター・チャンネルが放送)のファンタジー・ドラマ・シリーズである『ゲーム・オブ・スローンズ』の第5章『竜との舞踏』の第5話である。ブライアン・コグマンによって、原作『乱鴉の饗宴』、『竜との舞踏』に基づいて脚本が書かれ、ジェレミー・ポデスワが監督した。原題の"Kill the Boy"は、メイスター・エイモンがジョン・スノウに向かって言った、「子供の心は殺しなさい」という語句に由来する。

## あらすじ

### 〈北部〉にて
ブライエニー(グェンドリン・クリスティー)とポドリック(ダニエル・ポートマン)はウィンターフェルの近くの宿屋に着く。ブライエニーは宿屋の人間と話をし、いまだにスターク家に忠実であることを知る。サンサ(ソフィー・ターナー)に伝言を届け、困った時にはウィンターフェルで最も高い塔に蝋燭をともせば、助けが来ると知らせる。
ウィンターフェルで、ラムジー(イワン・リオン)は、嫉妬するミランダ(シャーロット・ホープ)と、サンサとの結婚式の話をする。ミランダはサンサをシオン・グレイジョイ(アルフィー・アレン)の暮らす犬小屋に連れていく。ラムジーは晩餐の席で、実は殺してないことを知りながら、リーク(シオン)にブランとリコンを殺したことをサンサに詫びさせる。ラムジーの行動に困惑し、ルース・ボルトン(マイケル・マケルハットン)は妻ウォルダ(エリザベス・ウェブスター)との間に子供が出来たと発表する。ラムジーは世継ぎの地位が危うくなったと感じるが、ルースはラムジーをなだめ、迫りくるスタニスの攻撃に備えるよう求める。

### 〈壁〉にて
ミーリーンでの出来事の知らせがサム(ジョン・ブラッドリー)とメイスター・エイモン(ピーター・ヴォーン)に届く。エイモンは、自分が唯一残った親族でありながら、年寄りで病気であるためにデナーリスの助けになれないことを嘆く。ジョン・スノウ(キット・ハリントン)がやって来て二人だけでエイモンと話し、〈野人〉を味方にすることについて助言を求める。エイモンはジョンに、「子供の心は殺しなさい、大人の心を生まれさせなさい」と言い、総帥として正しいと思うことをやれと言う。
後にジョンは、囚われのトアマンド(クリストファー・ヒヴュ)を自由にする。〈冥夜の守人〉(ナイツウォッチ)の味方になる代わりに、〈壁〉の南側に住むことを許すと言う。トアマンドは、〈野人〉のほとんどは堅牢な家(ハードホーム)と呼ばれる場所に逃れており、同盟を結びたければ一緒に来て自分で話さなければならないと言う。ジョンがこの計画を部下に話すと、部下達はジョンの友のグレンやピップや、オリーの村の人々など、〈野人〉に殺された人々の事を持ち出して抵抗する。それでもジョンは計画を進めると決意する。
図書室で、サムはジリ(ハンナ・マリー)に、ナイツウォッチになる前はずっとメイスターになりたかったのだと言う。そこにスタニス(スティーヴン・ディレイン)がやって来て、ホワイト・ウォーカーを殺すことができると言うドラゴングラスのことをサムに尋ねる。ドラゴンストーンにはドラゴングラスが豊富にあると言い、サムはホワイト・ウォーカーの弱点を調べ続けるべきだと言う。後に、スタニスは、翌朝ウィンターフェルに進軍するとダヴォス・シーワース(リアム・カニンガム)に言う。ダヴォスは、ジョンが〈野人〉を連れて来るまで待つべきだと言うが、スタニスは冬が来る前に行軍したいと言う。さらに妻セリース(タラ・フィッツジェラルド)と娘シリーン(ケリー・イングラム)は〈壁〉にいても安全ではないため、一緒に連れてゆくと言う。

### ミーリーンにて
〈ハーピーの息子たち〉との戦いで重傷を負いながら、グレイ・ワーム(ジェイコブ・アンダーソン)は生き延び、ミッサンデイ(ナタリー・エマニュエル)の手厚い看護を受ける。しかし、バリスタン・セルミー(イアン・マッケルヒニー)は重傷のために亡くなる。デナーリス(エミリア・クラーク)はダーリオ・ナハーリス(マイケル・ユイスマン)とバリスタンを悼み、ヒズダール・ゾ・ロラク(ジョエル・フライ)を含む、ミーリーンの名家の長たちを召喚する。ドラゴンのヴィセーリオンとレイガルに、名家の長の一人を焼いて食べさせ、他の者たちを牢に入れる。三日後、グレイ・ワームは目覚め、二度と会えないと思ったとミッサンデイに話し、二人は情熱的なキスをする。デナーリスが〈ハーピーの息子たち〉をどうすべきかミッサンデイの意見を聞くと、デナーリスは常に他の人間が気付かなかった解決法を見つけてきたではないかと答えられる。デナーリスは牢にヒズダールを訪ね、闘技場を再開すると言い、ミーリーンの人々と講和するためにヒズダールと結婚すると言う。

### ヴァリリアにて
ティリオン(ピーター・ディンクレイジ)はジョラー(イアン・グレン)がヴァリリアの遺跡のなかの近道を取るつもりだと推測する。上空をドラゴンが飛ぶのを見ると、〈灰鱗病〉にかかって狂暴化した〈石化人〉の一団に襲われる。ティリオンは船から落ちるが、溺れるところをジョラーに救われ、二人は小さな砂洲で焚き火をおこす。ジョラーは薪を探すために離れ、自分の手首を調べて〈灰鱗病〉に感染したことを知る。

## 評判

### 視聴者数
『壁の決断』は合衆国の初回放送で656万人に視聴された。一週間以内の録画視聴を加えると、935万人に視聴され18-49歳の視聴者層では5.0%の視聴率となった。